# 持續進修基金
持續進修基金（英文：Continuing Education Fund，英文簡稱：CEF），是香港政府成立的一個基金，以鼓勵年齡介乎18歲至70歲的香港居民持續進修。基金於2002年成立，獲得撥款50億港元，為有志進修的成年人提供資助，減輕他們持續進修及接受培訓的經濟負擔。

## 申請資助
合資格的申請人可以就多於一個認可課程申領發還款項，但首個課程必須在開課前遞交申請，在申請前已開課的課程並不符合發還費用的資格，當申請獲批准後，在期限內的新入讀的合資格課程都可申請發還學費或考試費。認可課程名單中包括物流業、商業服務、金融服務業、旅遊業、設計、創意工業、語文和工作間的人際關係及個人才能等課程。完成認可課程或該等課程的部分單元後，申請人可以獲得發還80%學費及考試費，上限為10,000港元，以金額較少者為準。
申請發還學費設有年期限制，計劃推出時為兩年，後延長為四年，一般由申請人對第一個認可課程繳交學費的日期起計算，辦事處會向申請人寄送通知書確定發還學費的限期，申請人在期限內可向持續進修基金辦事處就多個已完成的課程，申請發還已繳交的學費或考試費，但必須附有辦學機構蓋章的表格及單據證明，如為須要參加考試評核的語文課程，申請人需要在指定考試取得達到指定標準的成績，如果申請發還學費獲得批准，款項將會轉賬到申請人名下指定的銀行戶口。
為免出現雙重資助，如申請發還學費獲得批准，申請人只可就已繳交學費而未獲持續進修基金補助的差額申請進修款項扣稅。
按照基金規定，每人一生只可以申請一次，遞交申請年齡為介乎18至65歲，申請發還學費或考試費的年齡上限為65歲。梁振英在參選政綱中提出將資助更改成為每人每5年可以申請一次，但此政綱並未有兌現。
2019年4月1日起，資助上限由每人10,000元增加至20,000元，申請人的年齡上限由65歲提高至70歲，不再設有年期或申領次數限制。首10,000港元資助的學員共付比率（即學員本身需負擔的費用的百分比）為課程費用的20%，而次10,000港元資助的學員共付比率則為課程費用的40%。

## 持續進修基金課程的投訴
持續進修基金由2002年成立至2007年6月，前教育統籌局共接獲141宗投訴，當中104宗投訴成立。而消費者委員會則由2003年至2007年第一季共接獲172宗關於基金課程的投訴。至2007年9月前教育統籌局共將5間機構的17項課程剔除於認可課程名單。

## 外部連結
- 持續進修基金 （页面存档备份，存于）